# ジャン＝ルイ・リシャール
ジャン＝ルイ・リシャール（Jean-Louis Richard、1927年5月17日 - 2012年6月3日）は、フランスの俳優、脚本家。

## 出演作品
- 終電車（1980年） - ダクシア
- プロフェッショナル（1981年）
- 最後の標的（1982年）
- パリ警視J（1983年） - アントワーヌ
- 日曜日が待ち遠しい!（1983年） - ルイゾン
- 魂を救え!（1992年） - ブライヒャー
- パリ空港の人々（1993年）
- ひとりぼっちの狩人たち（1995年）
- 肉体の学校（1998年） - Mr.ソープ
- イザベル・アジャーニの惑い（2002年） - ダルビニー

## 参加作品
- マタ・ハリ（1964年、監督/脚本）
- 柔らかい肌（1964年、脚本）
- 華氏451（1966年、脚本）
- 黒衣の花嫁（1968年、脚本）
- 映画に愛をこめて アメリカの夜（1973年、脚本）
- エマニエル夫人（1974年、脚本）
- レディ・ドール（1986年、脚本/監督）